# 17357 Lucataliano
17357 Lucataliano è un asteroide della fascia principale. Scoperto nel 1978, presenta un'orbita caratterizzata da un semiasse maggiore pari a 2,6570077 UA e da un'eccentricità di 0,2295517, inclinata di 15,14901° rispetto all'eclittica.
L'asteroide è dedicato a Luca Taliano, amico degli scopritori.